# ATP Challenger Rimini
Das ATP Challenger Rimini (offiziell: Riviera di Rimini) war ein Tennisturnier, das von 2004 bis 2010 jährlich in Rimini, Italien stattfand. Es gehörte zur ATP Challenger Tour und wurde im Freien auf Sand gespielt.

## Liste der Sieger

### Einzel
| Jahr | Sieger          | Finalgegner          | Ergebnis        |
| ---- | --------------- | -------------------- | --------------- |
| 2010 | Paolo Lorenzi   | Federico Delbonis    | 6:2, 6:0        |
| 2009 | Thomaz Bellucci | Juan Pablo Brzezicki | 3:6, 6:3, 6:1   |
| 2008 | Diego Junqueira | Walter Trusendi      | 6:4, 6:3        |
| 2007 | Oliver Marach   | Daniel Köllerer      | 4:6, 2:0 aufgg. |
| 2006 | Pablo Andújar   | Werner Eschauer      | 3:6, 6:1, 7:5   |
| 2005 | Florent Serra   | Iván Navarro         | 6:3, 6:1        |
| 2004 | Tomas Tenconi   | Álex Calatrava       | 6:2, 6:1        |

### Doppel
| Jahr | Sieger                                  | Finalgegner                         | Ergebnis          |
| ---- | --------------------------------------- | ----------------------------------- | ----------------- |
| 2010 | Giulio Di Meo Adrian Ungur              | Juan Pablo Brzezicki Alexander Peya | 7:66, 3:6, [10:7] |
| 2009 | Matthias Bachinger Dieter Kindlmann     | Leonardo Azzaro Marco Crugnola      | 6:4, 6:2          |
| 2008 | Leonardo Azzaro Marco Crugnola          | Cătălin-Ionuț Gârd Matwé Middelkoop | 6:1, 6:1          |
| 2007 | Carlos Poch Gradin Santiago Ventura     | Leonardo Azzaro Alessandro Motti    | 6:4, 6:1          |
| 2006 | Juan Pablo Brzezicki Cristian Villagrán | Vasilis Mazarakis Gabriel Moraru    | 6:2, 5:7, [10:6]  |
| 2005 | David Škoch Martin Štěpánek             | Christopher Kas Philipp Petzschner  | 6:3, 6:71, 6:1    |
| 2004 | Daniele Bracciali Giorgio Galimberti    | Stefano Cobolli Vincenzo Santopadre | kampflos          |